# 一宮市立朝日西小学校
一宮市立朝日西小学校（いちのみやしりつあさひにししょうがっこう）は、愛知県一宮市上祖父江にある公立小学校。

## 概要
- 旧・尾西市の小学校であり、元は旧・中島郡朝日村の小学校であった。

## 沿革
朝日西小学校のHPの沿革では2007年に創立100周年となっており、開校は1907年（明治40年）1月の西朝日尋常小学校の開設となっている。ここではそれ以前についても記述する。
- 1873年（明治6年） -
  - 青雲学校が開校。祐久村、阿古井村の児童が通学する。
  - 東明学校が開校。東加賀野井村の児童が通学する。
  - 又新学校が開校。上祖父江村、西中野村、三拾町野村（上沼、中沼、下沼、外山）の児童が通学する。
- 1876年（明治9年） - 青雲学校が阿祐学校、東明学校が加賀野井学校、又新学校が上祖父江学校に改称する。
- 1879年（明治12年） -
  - 阿祐学校が阿古井学校と祐久学校に分立する。
  - 上祖父江学校が上祖父江学校と西中野学校に分立する。
- 1882年（明治15年）10月1日 - 阿古井学校、祐久学校、西中野学校を統合し、下祖父江学校となる。
- 1887年（明治20年）9月22日 - 下祖父江学校が祖父江学校と下祖父江学校に分立する。祖父江学校は後に祐賀学校に改称する。
- 1906年（明治39年）5月10日 - 玉野村、祐賀村、上祖父江村、明地村と大徳村の一部（西萩原・蓮池）が合併し、朝日村が発足。
- 1907年（明治40年）1月 - 下祖父江学校と祖父江学校を統合し、西朝日尋常小学校となる。
- 1909年（明治42年） - 現在地に校舎が完成する。
- 1941年（昭和16年）4月1日 - 西朝日国民学校に改称する。
- 1947年（昭和22年）4月1日 - 朝日村立朝日西小学校に改称する。
- 1951年（昭和26年） - 講堂が完成する。
- 1955年（昭和30年）1月1日 - 起町と朝日村が合併し尾西市が発足。同時に尾西市立朝日西小学校に改称する。
- 1961年（昭和36年）3月4日 - 新校舎（鉄筋コンクリート造2階建）が完成する。
- 1967年（昭和42年）7月19日 - プールが完成する。
- 1976年（昭和51年）3月6日 - 新校舎（鉄筋コンクリート造4階建）が完成する。
- 1981年（昭和56年）3月27日 - 校舎（鉄筋コンクリート造4階建）を増築する。
- 1984年（昭和59年）3月12日 - 体育館が完成する。
- 1994年（平成6年）7月 - 管理棟が完成する。
- 2005年（平成17年）4月1日 - 尾西市と木曽川町が一宮市に編入される。同時に一宮市立朝日西小学校に改称する。
- 2007年（平成19年）2月 - 学校創立百周年記念式典を行う。

## 通学区域
- 上祖父江、西中野、東加賀野井（東加賀野井字東川原の一部を除く）、明地字西七丁原の一部、祐久字九百坪の一部、祐久字外浦、祐久字西川田、祐久字東川田[2]。

## 進学先中学校
- 一宮市立尾西第二中学校

## 交通アクセス
- 名鉄バス起線「朝日西小学校前」バス停より徒歩約5分。

名鉄一宮駅バスターミナルより27系統。

## 著名な出身者
- スギちゃん - お笑いタレント[3]
- 水野裕子 - 女優